# Salmo schiefermuelleri
Salmo schiefermuelleri és una espècie de peix de la família dels salmònids i de l'ordre dels salmoniformes.

## Hàbitat
Viu en zones d'aigües dolces temperades.

## Distribució geogràfica
Es troba als llacs d'Àustria.

## Estat de conservació
Hom sospita que s'hagi extingit.